# Ewopole
Ewopole – wieś w Polsce położona w województwie lubelskim, w powiecie świdnickim, w gminie Trawniki.
W latach 1975–1998 miejscowość administracyjnie należała do ówczesnego województwa lubelskiego.
Wieś jest sołectwem w gminie Trawniki. Według Narodowego Spisu Powszechnego z roku 2011 wieś liczyła 110 mieszkańców.

## Historia
Wieś notowana w roku 1786 jako Ewopole, ale w roku 1796 w opisie mapy Karola de Perthées'a – Ewopol. W spisie miast, wsi, osad Królestwa Polskiego z roku 1827 wieś figuruje jako Ewopol, posiadała wówczas 16 domów i 127 mieszkańców. U Zinberga - Skorowidz Królestwa Polskiego z roku 1877, także Ewopol. Według Słownika geograficznego Królestwa Polskiego z roku 1881, Ewopol – wieś w powiecie chełmskim gminie i parafii Pawłów.